# Harpiocephalus harpia
Harpiocephalus harpia is een vleermuis uit het geslacht Harpiocephalus die voorkomt van Zuid- en Noordoost-India en Zuid-China tot Taiwan, de Filipijnen en de zuidelijke Molukken. Er zijn vier ondersoorten: H. h. harpia (Temminck, 1840) uit het oostelijk deel van het verspreidingsgebied, H. h. lasyurus Hodgson, 1847 uit Noordoost-India, H. h. madrassius Thomas, 1923 uit Zuid-India en H. h. lasyurus G.M. Allen, 1913 uit het vasteland van Zuidoost-Azië. De andere soort van dit geslacht, H. mordax, wordt soms ook tot H. harpia gerekend, maar die is groter en heeft een bredere snuit. Beide soorten zijn vrij zeldzaam.